# Star to Fall
Star to Fall is een nummer van het Australische houseduo Cabin Crew uit 2005.
Het nummer is een bewerking van "Waiting for a Star to Fall" van Boy Meets Girl. Omdat de heren van Cabin Crew geen originele sample uit het nummer mochten gebruiken, nam George Merrill van Boy Meets Girl opnieuw vocalen op voor het nummer. "Star to Fall" haalde in Australië, het thuisland van Cabin Crew, een bescheiden 25e positie. In de Nederlandse Top 40 haalde het nummer de 15e positie en werd Dancesmash op Radio 538, en in de Vlaamse Ultratop 50 de 37e.